# موحى أوحمو الزياني
موحى أو حمو الزياني (بالإنجليزية: MOHA OU HAMMOU ZAYANI)‏ هي قرية وجماعة قروية تابعة لإقليم خنيفرة ضمن جهة بني ملال خنيفرة بالمغرب. بلغ مجموع عدد سكان بلدية موحى أو حمو الزياني  حسب إحصاءات 2004 حوالي 39661 نسمة من بينهم 4 أجانب يعيشون في 8671 أسرة.